# Jad Fair

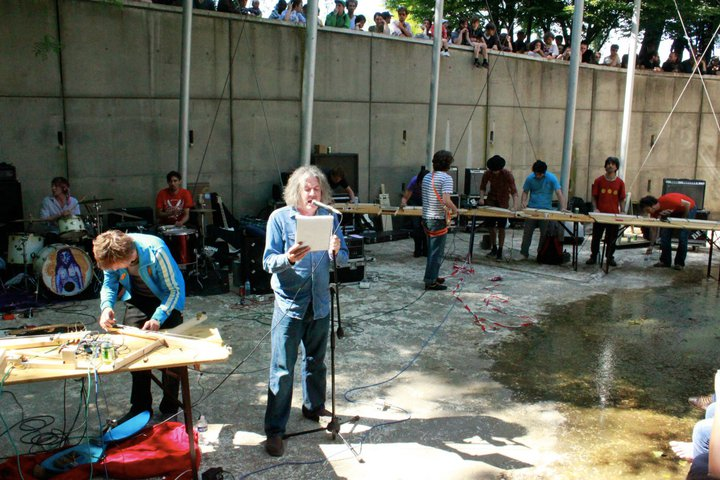
Jad Fair mit Yuri Landman und Action Beat @ Villette Sonique 2011

Jad Fair (* 9. Juni 1954 in Ann Arbor, Michigan) ist ein US-amerikanischer Musiker und Künstler.
Zusammen mit seinem Bruder David Fair gründete Jad Fair 1975 die Band Half Japanese. 1980 erschien mit Zombies of Mora Tam ein erstes Solo-Album; neben weiteren eigenen Aufnahmen hat er vor allem in Kooperationen mit anderen Musikern wie Daniel Johnston, R. Steve Moore, Mark Kramer, Steve Shelley, Thurston Moore, Yuri Landman, Jason Willett, Fred Frith, Moe Tucker und Bands wie Yo La Tengo oder Teenage Fanclub zahlreiche Alben und EPs veröffentlicht.
Jad Fair arbeitet auch als Zeichner und fertigt Papierschnitte an, die oft als Grundlage für das Artwork seiner Alben verwendet werden. Er zeichnet auch Comics und manchmal auch Anime-Charaktere. Seine Zeichnungen wurden beispielsweise in The Attack of Everything (2000) oder zuletzt Blue Skies and Monsters (2007) veröffentlicht und 2007 unter dem Titel A Happier Happiness in Indianapolis und Bremen gezeigt.

## Diskografie
- The Zombies of Mora-Tau EP7 (UK Armageddon) 1980 (Press) 1982
- Everyone Knew ... But Me (Press) 1982
- Between Meals - Oh No I Just Knocked Over a Cup of Coffee (Iridescence) 1983
- Monarchs (Iridescence) 1984
- Best Wishes (Iridescence) 1987
- Jad Fair & Kramer - Roll Out the Barrel (Shimmy-Disc) 1988
- Great Expectations (Ger. Bad Alchemy) 1989
- Attack of Everything no CD - Jad Fair (Paperback - 1990)
- Coo Coo Rocking Time - Coo Coo Party Time (50 Skidillion Watts) 1990
- Greater Expectations (Psycho Acoustic Sounds/T.E.C. Tones) 1991
- Jad Fair EP - Jad Fair (LP Record - 1991)
- Jad Fair and the Pastels - This Could Be the Night EP (UK Paperhouse) 1991
- No. 2: Jad Fair and the Pastels (UK Paperhouse) 1992
- I Like It When You Smile (UK Paperhouse) 1992
- Jad Fair/Jason Willett/Gilles Rieder (UK Megaphone) 1992
- Workdogs in Hell - Workdogs in Hell (1993)
- Jad & Nao - Half Robot (UK Paperhouse) 1993
- Mosquito - Oh No Not Another Mosquito My House Is Full of Them! (Psycho Acoustic Sounds) 1993
- Mosquito - Time Was (ERL/Smells Like) 1993 (Aus. Au-go-go) 1993
- Mosquito - UFO Catcher (Japan. Time Bomb) 1993
- Mosquito - Cupid's Fist (Hol. Red Note) 1994
- Greater Expectations - Jad Fair (1995)
- I Like It When You Smile - Jad Fair (1995)
- Daniel Johnston and Jad Fair (1995) (50 Skidillion Watts) 1989
- SPOOKY TALES: SPIRIT SUMMONING STORIES / SPOOKY SOUNDS OF NOW [boek & cd] - Jad Fair (1997)
- Jason Willett & Jad Fair - It's All Good, Megaphone Limited
- Jad & Nao - Half Alien (Japan. Sakura Wrechords) 1997
- Jad Fair & Kramer - The Sound of Music: An Unfinished Symphony in 12 Parts (Shimmy-Disc/Knitting Factory) 1998
- 26 Monster Songs for Children - Jad Fair & David (1998)
- Roll Out The Barrel (1999) m& Kramer
- I Like Your Face - Jad Fair & Shapir-O'Rama (1999)
- meer dan 13 cds (1995-2007) & Jason Willett waaronder The Mighty Super-Heroes, Marginal Talent (MT-426)
- Monsters, Lullabies, and the Occasional Flying Saucer (1996) met Phono-Comb, (Can. Shake)
- Jad & David Fair - Best Friends (UK Vesuvius) 1996
- Jad Fair & The Shapir-O'Rama - We Are the Rage (Japan. Avant) 1996
- Jackpot, Songs and Art - Jad Fair (Paperback, 1997)
- Strange But True (1998) &Yo La Tengo
- The Sound of Music (1999) & Kramer
- The Lucky Sperms - Somewhat Humorous (Jad Fair, Daniel Johnston), 2001
- It's Spooky (1989) met Daniel Johnston 2001
- Strobe Talbot - 20 Pop Songs, Alternative Tentacles, (Jad Fair, Mick Hobbs, Benb Gallaher) 2001
- Words Of Wisdom And Hope (2002) Teenage Fanclub
- We Are the Rage - Jad Fair & the Shapir-O Rama (2002)
- The Attack of Everything (Paperback + cd) - Jad Fair & Jason Willett (2002)
- Six Dozen Cookies - Jad & David Fair (2006)
- FairMoore - Steve Moore & Jad Fair (2006)
- Superfine - Jad Fair & Jason Willett (2007)

### Download
- Elenor - Jad Fair (Music Download)
- Something To Sing About - Jad Fair (Music Download)
- A Reason - Jad Fair (Music Download)
- Here Comes Roxanne - Jad Fair (Music Download)
- Smile - Teenage Fanclub & Jad Fair (Music Download)
- Stale Spaghetti - Jad Fair (Music Download)
- Sunshiney sunshine (free album)

im Documentaire:
- The Devil and Daniel Johnston (DVD - Sep 19, 2006)

im Publikatione:
Our Band Could Be Your Life: Scenes from the American Indie Underground 1981-1991 - Michael Azerrad (Paperback - 2002)